# Konkret musik
För andra betydelser, se Konkret.
Konkret musik, från franskans musique concrète, är en musikterm myntad av Pierre Schaeffer 1950. Termen har ofta tolkats som att kompositören sammanställer inspelade ljudfragment till ett montage, men precis som med exempelvis termen elektroakustisk musik har olika personer tolkat termen på olika sätt. Istället för att bara omfatta musik skapad utifrån världsliga ljud, vilket ofta har tolkats som alla former av ljud som inte skapas med musikinstrument, så menar vissa kompositörer att konkret musik är ett försök att skapa nya möjligheter och uttryck inom musiken. Utgångspunkt för den skriftliga traditionen i klassisk musik har sedvanligen varit abstraktion, där man börjar med att skriva ned musiken med hjälp av noter, som sedan tolkas av musiker till hörbar musik. I konkret musik utgår kompositören istället från konkreta ljud, vilka han/hon experimenterar med och sedan abstraherar till musikaliska kompositioner.
Ett av de stora namnen som ägnat sig åt konkret musik, i hela verk och som delteknik, är Karlheinz Stockhausen.